# Niger Tornadoes Football Club
Maillots
Le Niger Tornadoes Football Club est un club nigérian de football basé à Minna.

## Palmarès
- Coupe du Nigeria
  - Vainqueur : 2000
  - Finaliste : 1982

- Supercoupe du Nigeria
  - Finaliste : 2000

## Grands joueurs
- Tijjani Babangida
- Solomon Owello
- Simon Zenke